# Bubel-Granna
Bubel-Granna – wieś w Polsce położona w województwie lubelskim, w powiecie bialskim, w gminie Janów Podlaski.
| SIMC    | Nazwa  | Rodzaj    |
| ------- | ------ | --------- |
| 0012931 | Granna | część wsi |

W latach 1975–1998 miejscowość administracyjnie należała do województwa bialskopodlaskiego.
Wieś jest sołectwem w gminie Janów Podlaski. Według Narodowego Spisu Powszechnego z roku 2011 wieś liczyła 119 mieszkańców.
Wierni Kościoła rzymskokatolickiego należą do parafii Trójcy Świętej w Janowie Podlaskim.

## Historia
Bubel-Granna znajduje się ok. 7 km na pn-zach. od siedziby gminy - Janowa Podlaskiego. Usytuowana jest na terenie parku krajobrazowego Podlaski Przełom Bugu. Wieś leży 2 km od granicy polsko-białoruskiej. Wieś najprawdopodobniej powstała już w średniowieczu. Nazwa wskazuje, że w przeszłości był to teren na którym przecierały się wpływy nie tylko polskie, ale i rosyjskie (człon "Bubel" w nazwie). Jeszcze przed II wojną światową istniało tu duże skupisko ludności ukraińskiej. Bubel-Granna rozciąga się na długości ok. 2 km. Swój początek wieś bierze przy drodze z Janowa Podlaskiego do Mierzwic, a kończy się przy lasach konstantynowskich. Na terenie wsi istnieje zabytkowa zabudowa XIX i XX-wieczna, często dobrze zachowana.  
Liczba mieszkańców to 113 osób (na koniec 2012 r.). Większość młodych mieszkańców wsi wyemigrowała zarobkowo (Szwecja, Wielka Brytania, Niemcy), duża część osób wyprowadziła się także w okolice Janowa Podlaskiego, aglomeracji warszawskiej i łódzkiej. Miejscowa ludność trudni się głównie rolnictwem. W środkowej części sołectwa istnieje boisko piłkarskie (obecnie nieco zaniedbane), a także popularne miejsce spotkań mieszkańców – odrestaurowana w 2011 r. świetlica ze środków UE (zwana popularnie "klubem", z racji odbywających się tu we wcześniejszym okresie dyskotek, imprez okolicznościowych), wraz z urządzonym ogródkiem i placem zabaw. Na terenie wsi brak jest ważniejszych punktów handlowo-usługowych, toteż mieszkańcy zaopatrują się tutaj w artykuły podstawowej potrzeby za pomocą bardzo charakterystycznego dla tego obszaru handlu obwoźnego. Można tutaj zobaczyć tradycyjne metody wytwarzania masła, pieczenia chleba, a także skorzystać z przejażdżki konnej (to ważna część krajobrazu kulturowego tego regionu Polski) lub przejechać się bryczką. Wieś jest popularnym ośrodkiem wypoczynku, szczególnie w okresie letnim. Wieś znajduje się blisko dużego kompleksu leśnego (Lasy Konstantynowskie).